# 장성만 (탁구 선수)
장성만(1985년 8월 17일~)은 조선민주주의인민공화국의 탁구 선수로, 2008년과 2012년 하계 올림픽에 참가했다.